# Ла Шапел ди Бурге
Ла Шапел ди Бурге (фр. La Chapelle-du-Bourgay) насеље је и општина у северној Француској у региону Нормандија, у департману Приморска Сена која припада префектури Дјеп.
По подацима из 2011. године у општини је живело 132 становника, а густина насељености је износила 44,15 становника/km². Општина се простире на површини од 2,99 km². Налази се на средњој надморској висини од 140 метара (максималној 143 m, а минималној 67 m).

## Демографија
График промене броја становника у току последњих година